# Kesseböhmer
Kesseböhmer Holding KG eller Kesseböhmer-Gruppe er en tysk metalvareproducent med hovedkvarter i Bad Essen, Niedersachsen. Deres produkter omfatter beslag og møbler til forskellige industrier samt galvanisering til bilindustrien.
I 1954 overtager Josef og Heinrich J. Kesseböhmer produktionsfaciliteterne fra firmaet Becker & Co. i Dahlinghausen..